# Waarde (economie)
In de economie is waarde een eigenschap van goederen (waaronder ook diensten worden verstaan) waarlangs goederen onderling kwantitatief vergeleken kunnen worden, om zo tot uitruil of een prijs te komen. 

## Subjectieve vs. objectieve waarde
De klassieke economie ging uit van intrinsieke waardetheorieën zoals de arbeidswaardetheorie, waarbij waarde uitsluitend tot stand komt door menselijke arbeid. De waarde van een goed was een afspiegeling van de arbeidstijd die in de productie van het goed is gaan zitten. Deze waarde zou tot uitdrukking komen in de evenwichtsprijs. Dit verklaart waarom diamant een hogere marktprijs per gewicht heeft dan water, terwijl water duidelijk nuttiger is voor het menselijk overleven: diamant is moeilijker te winnen en vergt dus meer arbeid.
De gebruikelijke waardetheorie in de neoklassieke economie, daarentegen, is een subjectieve theorie (verschillende actoren kennen verschillende waarden toe aan hetzelfde goed) en gaat uit van het grensnut.

## Prijs
Als een object voor iets anders geruild wordt, komt de waarde tot uitdrukking in de prijs, die wordt bepaald door vraag en aanbod. Soms kan men het product niet of moeilijk kopen en/of verkopen, waardoor de waarde moeilijk te bepalen is. Bij een courante markt hoeven de prijs waarvoor men het product kan kopen en die waarvoor men het kan verkopen niet veel uiteen te lopen. Dit geldt bijvoorbeeld bij courante effecten.
De marktwaarde van een object beïnvloedt weer de persoonlijke waardering die mensen aan objecten toekennen. Sommige producten, zoals zeer dure auto's, hebben voor sommige mensen meer waarde, omdat ze zo duur zijn, dat bijna niemand ze kan betalen. Als ze voor een lagere prijs verkocht zouden worden, zouden ze hun functie als statussymbool verliezen.

## Geld
Omdat waarde op zichzelf een ongrijpbaar begrip is, is de mensheid al vroeg op zoek gegaan naar mogelijkheden om waarde meetbaar te maken. Zo werd waarde al vroeg uitgedrukt in hoeveelheden tastbare goederen zoals graan of metaal. Metalen welke zelf een hoge waarde hadden bleken in kleine stukjes verdeeld geschikt als handzame, draagbare waardedragers. Hieruit ontwikkelde zich geld. Vandaag de dag meten we waarde vaak in geld.

## Taxatie
Als de waarde van een goed onbekend is, kan het worden geschat door een taxateur. Dat heet een taxatie. Een taxateur bepaalt de waarde aan de hand van prijzen die in het verleden betaald zijn voor min of meer vergelijkbare zaken. Dat wordt bijvoorbeeld gedaan bij onroerende zaken zoals grond en gebouwen, kunstvoorwerpen en antiek. 
Een reden om iets te laten taxeren kan bijvoorbeeld zijn:
- De zaak wordt als onderpand gebruikt, bijvoorbeeld voor een hypothecaire lening.
- Het goed wordt verzekerd.
- Het goed maakt deel uit van een erfenis die verdeeld moet worden.
- Er is iemand aansprakelijk gesteld voor schade aan een goed. Dan moet de waarde voor en na het optreden van de schade worden bepaald.

Daarbij kan worden gekeken naar: 
- de leeftijd van het goed (bouwjaar)
- de staat van onderhoud
- de geschiktheid voor een bepaald gebruik